# Una chica y un señor
Una chica y un señor és una pel·lícula espanyola de comèdia romàntica amb tints eròtics del 1974 escrita i dirigida per Pedro Masó i protagonitzada per Ornella Muti, qui aleshores tenia 18 anys i era la segona pel·lícula que rodava a Espanya. A l'anterior, Experiencia prematrimonial (1972), dirigida també per Masó, interpretava una noia precoç a la recerca de l'amor lliure amb els seus companys hippies.

## Sinopsi
Caridad és una cantant madrilenya recentment major d'edat que vol ser independent i somia amb èxit com a cantant. Actua a clubs madrilenys amb el pseudònim d'Arianna, té una veu preciosa i és festejada per joves de la mateixa edat, amb qui transmet les experiències adequades a la seva edat.
Un dia una cosa li trastoca la vida: l'atzar de reunir-se amb l'advocat Mario, un home molt més madur que ella, amb més de 40 anys; però és ric, important, guapo i amable. Des de l'altura de la seva experiència, també podria donar-li l'impuls que busca en la seva carrera per convertir-se en una cantant d'èxit.
La noia es relaciona sentimentalment amb l'home astut, que li amaga que està casat amb fills, teixint una forta relació sexual. Quan les veritats surten a la superfície, desconcertada fuig a Màlaga, i d'aquí sorgirà el dilema: tornar sota aquell home que la busca i la demana, o tornar als seus companys i competir al festival de Palma comptant amb les seves pròpies forces. ?

## Repartiment
- Ornella Muti	...	Caridad 'Ariadna'
- Sergio Fantoni	...	Mario
- Eduardo Fajardo	...	Metge
- Emilio Gutiérrez Caba	...	Carlos
- Didi Sherman	...	Charo
- Luis Varela…	Vicente Guerrero
- Helga Liné...	Dona del metge
- Pastor Serrador 	...	Roldán
- Queta Claver 	...	Dona assistent a la gala
- Rafael Navarro 	...	Ochoa
- Antonio Mayans ...	Amic d'Ariadna
- Manuel Alexandre	...	Agustín

## Premis
Pedro Masó va rebre el premi al millor director als Premis del Sindicat Nacional de l'Espectacle de 1973.